# Chèque énergie

Le chèque énergie est une aide financière publique française pour le paiement des factures d'énergie de tout type (gaz, électricité, fioul, bois, etc.) destinée aux ménages ayant des revenus modestes.
| - Logo du Chèque énergie |

## Histoire
Ce dispositif est créé par la loi sur la transition énergétique du 17 août 2015 et généralisé depuis le 1er janvier 2018. Il remplace les tarifs sociaux pour l'électricité et le gaz : le tarif de première nécessité et le tarif spécial de solidarité. Son attribution se base sur les ressources du ménage, selon sa composition, en unité de consommation et ses revenus.
En 2020, pour être éligible au chèque énergie, le revenu fiscal de référence par unité de consommation du ménage doit être inférieur à 10 700 euros. Selon le barème depuis 2019, son montant varie entre 48 euros et 277 euros maximum.
En décembre 2023, une annonce du gouvernement stipule que le chèque énergie peut désormais être utilisé par les habitants de HLM pour payer leurs factures de chauffage, alors qu'il était jusque-là réservé uniquement aux factures d'électricité.
Début avril 2024, une carence administrative est repérée par des associations dans le système de détection des foyers bénéficiaires ou non-bénéficiaires du chèque énergie: au total, environ un million de personnes pourraient ne pas bénéficier de l'aide à laquelle ils ont droit. Bruno Le Maire reconnait l'erreur : « Effectivement, pour un certain nombre de raisons techniques, des personnes qui ont un niveau de revenu très faible – elles peuvent être étudiantes, ça peut être des personnes qui travaillent à temps partiel, ça peut être des petits retraités – (…) ne vont pas toucher ce chèque ». Le ministre promet en outre des réparations à ceux qui réclameraient leur juste droit : « Il n'y aura pas de perdants.»

## Principes initiaux
La création du chèque énergie correspond à un souci d'assurer un accès plus équitable à l'énergie, en accord avec les principes proclamés de la loi relative à la transition énergétique pour la croissance verte en 2014. Les tarifs sociaux sont alors remplacés par ce dispositif, qui élargit les aides publiques : en 2019, il est envoyé à 5,7 millions de ménages.
En 2023, il est prévu que le chèque énergie profite à près de 6 millions de foyers, avec un versement dès le 21 avril.

## Barème
| Revenu fiscal de référence (RFR) / Unité de consommation (UC) | RFR / UC < 5 600 € | 5 600 € ≤ RFR / UC < 6 700 € | 6 700 € ≤ RFR / UC < 7 700 € | 7 700 € ≤ RFR / UC < 10 700 € |
| ------------------------------------------------------------- | ------------------ | ---------------------------- | ---------------------------- | ----------------------------- |
| 1 UC                                                          | 194 €              | 146 €                        | 98 €                         | 48 €                          |
| 1 < UC < 2                                                    | 240 €              | 176 €                        | 113 €                        | 63 €                          |
| 2 UC ou plus                                                  | 277 €              | 202 €                        | 126 €                        | 76 €                          |

## Recours et non-recours au chèque énergie
Le recours aux droits est censé être automatique, dans la mesure où cette aide ne nécessite aucune demande, découlant de la simple déclaration des revenus du ménage auprès des services fiscaux. Le chèque énergie est alors envoyé aux ménages éligibles courant avril (et valable jusqu'au 31 mars de l'année suivante), de façon nominative. Pour autant, lors de son expérimentation dans quatre départements de France (Ardèche, l’Aveyron, les Côtes d’Armor et le Pas-de-Calais) de 2016 à 2018, on constate un non-recours d'environ 22 % des bénéficiaires.
Ce non-recours connaît cinq causes : la « non-réception » du chèque (8 % des bénéficiaires), la perte du chèque par le bénéficiaire, l’oubli de l’utiliser, le manque de temps (4 % des bénéficiaires) ; l’incompréhension du dispositif (3 % des bénéficiaires) ; la perte ou refus du chèque par le fournisseur (2 % des bénéficiaires) ; le souhait de ne pas utiliser le chèque (2 % des bénéficiaires). Selon ce rapport, le taux d'utilisation du chèque d'une région à l'autre varie, mettant en lumière l'importance des stratégies de communication et d'informations mises en œuvre sur un territoire donné.
D'après la Direction de la recherche, des études, de l'évaluation et des statistiques (Drees), en 2018, 21 % des ménages ayant reçu un chèque énergie ne l’ont pas utilisé, un chiffre sensiblement proche de celui enregistré lors de l'expérimentation.
En 2018, un élève de l'École nationale d'administration constate, à l'occasion d'un stage, que certaines personnes jettent les chèques à la poubelle en voyant le logo de l'administration fiscale, ce qui a conduit les élèves de l'école à redessiner le chèque énergie.[pertinence contestée]

## Le principe du chèque énergie dans d'autres pays
Pour juguler l'inflation, les pays d'Europe ne recourent généralement pas au système de chèque énergie mais proposent plutôt des boucliers tarifaires et des aides directes. L'Allemagne ou la Belgique ont, dans leur histoire, proposé un chèque énergie.

### L'exemple de l'Allemagne
Mi-août 2022, face à la flambée du coût de l'énergie, du fait de la guerre en Ukraine, la vice présidente du parti politique allemand die Linke, Katina Schubert, demande un chèque énergie mensuel de 125 euros par foyer plus 50 euros pour chaque membre du ménage et un plafonnement des prix de l'électricité et du gaz. Le gouvernement allemand préfère finalement baisser temporairement la TVA de 19% à 7% sur le prix du gaz.
Il existe toutefois quelques aides ponctuelles sur la base de chèques de quelques centaines d'euros attribués aux foyers allocataires des minimas sociaux afin de les aider à payer le chauffage mais aussi un coup de pouce sur les allocations familiales ou une ristourne sur l'impôt sur le revenu.

### L'exemple de la Belgique
Fin 2021, le gouvernement belge octroie un chèque de 80 euros aux familles les plus modestes. Cette somme est directement déduite de la facture d'énergie d'un million de familles à travers le pays.